# Horst-Dieter Strich
Horst-Dieter Strich (* 8. April 1941 in Berlin) ist ein ehemaliger deutscher Fußballtorwart und -trainer. Heute ist er Leiter einer Torwartschule. Sein Sohn Denni war ebenfalls Fußballprofi.

## Spielerkarriere

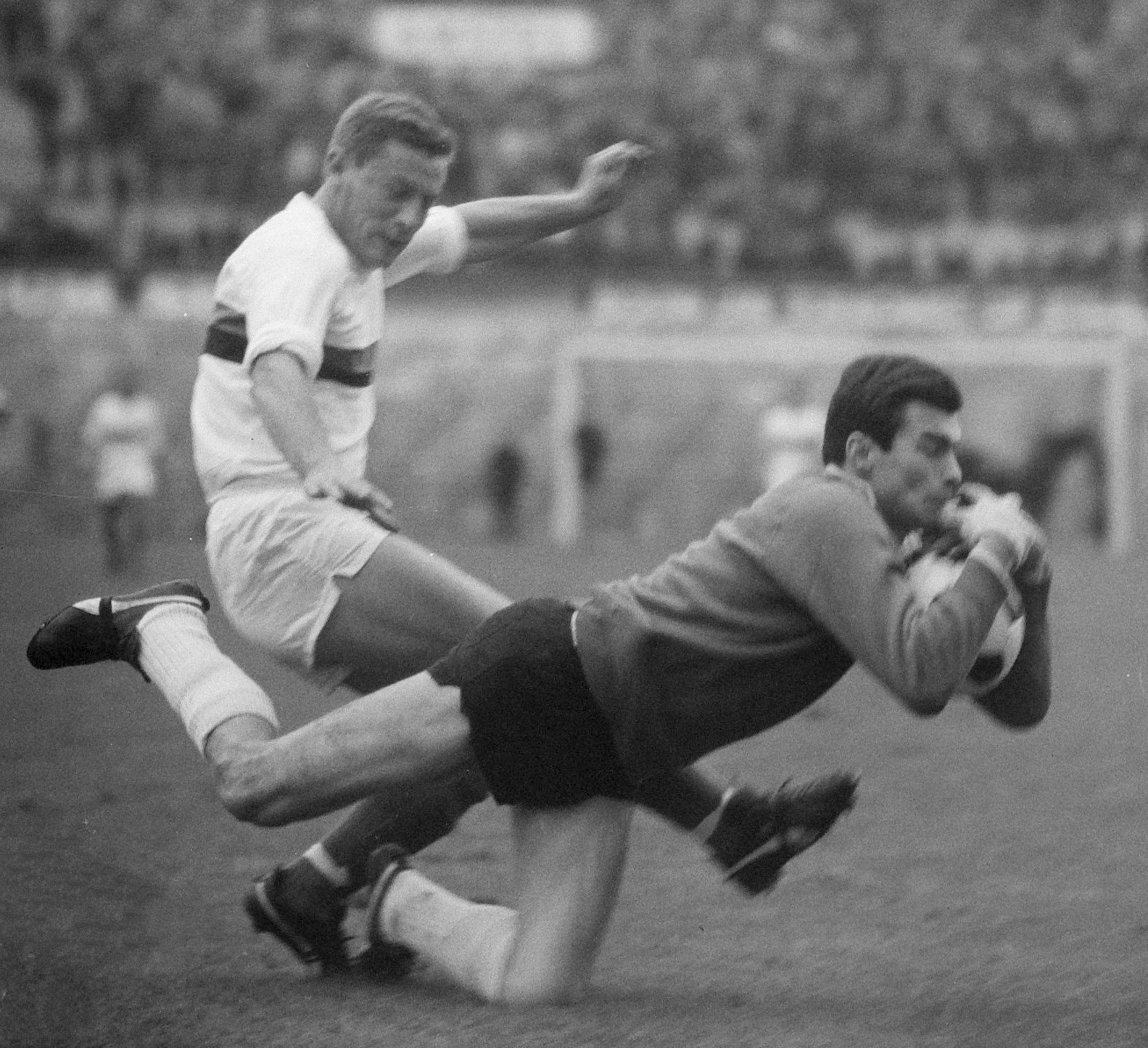
Horst-Dieter Strich, 1965

Nachdem Horst-Dieter Strich bereits als Jugendspieler das Tor von Wormatia Worms hütete, begann seine Karriere im Herren-Bereich beim damaligen Oberligisten. 1962 erfolgte dann ein Wechsel zum Ligakonkurrenten 1. FSV Mainz 05, der sich nicht für die 1963 eingeführte Bundesliga als neue höchste deutsche Spielklasse qualifizieren konnte. Strich verließ Mainz Richtung 1. FC Kaiserslautern, dem die Qualifikation gelungen war. Beim FCK hatte er mit Wolfgang Schnarr einen ebenbürtigen Konkurrenten um den Platz im Tor der Pfälzer. Es entwickelte sich ein Nervenkrieg zwischen den beiden Torhütern, in dessen Folge Strich 1965 den Verein verließ. Auch wenn er in dieser Zeit sogar etwas mehr Einsatzzeiten als Schnarr vorzuweisen hatte, erreichte er nicht sein Ziel, alleiniger Stammtorwart zu werden.
Strich unterschrieb einen Vertrag beim niederländischen Erstligisten PSV Eindhoven und ging bereits ein Jahr später wieder zurück in die Bundesliga zum 1. FC Nürnberg. Beim „Club“ vermochte er sich nicht gegen die Konkurrenten Gyula Tóth und Roland Wabra durchzusetzen und kam 1966/67 auf nur neun Bundesligaspiele.
1967 heuerte er beim Süd-Regionalligisten FC Bayern Hof an, wo er vier Jahre lang als Stammtorwart blieb. Danach (1971) ging er zurück in seine fußballerische Heimat, zu Wormatia Worms, das seinerzeit in der Regionalliga Südwest antrat. Anschließend war er Spielertrainer beim SV Seeheim und den Sportfreunden Heppenheim.

## Trainerkarriere
1978 trat er bei Viktoria Griesheim sein erstes reines Traineramt an. Im Januar 1981 übernahm Horst-Dieter Strich die Trainingsleitung bei der Wormatia, die inzwischen in der zweiten Liga spielte. Durch die Gründung einer eingleisigen 2. Liga mussten gleich zehn Mannschaften in der Saison 1980/81 aus der Staffel Süd den Gang in die Drittklassigkeit antreten. Worms schaffte allerdings die Qualifikation mit einem 12. Tabellenplatz. Trainer Strich wurde indes nach Saisonende wegen einer fehlenden Trainerlizenz durch Slobodan Jovanović abgelöst.
Zur Saison 1981/82 wurde er Trainer beim Oberligisten VfR Bürstadt, der zuvor aufgrund der oben genannten Ligareform aus der Zweitklassigkeit abgestiegen war. Unter seiner Ägide wurde der Verein aus Südhessen 1983 und 1984 Hessenmeister und stieg wieder in die 2. Bundesliga auf, nachdem man sich in der Aufstiegsrunde durchsetzte (1984). 
Im Anschluss folgte ein Engagement beim 1. FSV Mainz 05, ein weiterer Ex-Verein Strichs zu aktiven Zeiten. In seiner letzten Saison als Coach des Südwest-Oberligisten schaffte er mit der Mannschaft den Aufstieg in die zweite Liga (1987/88).
Nach vier Jahren in Mainz wurde er zum zweiten Mal Trainer von Wormatia Worms, das inzwischen ebenfalls in der Oberliga Südwest antrat. Im April 1989 wurde er entlassen.
Weitere Trainerstationen waren Anfang der 1990er Jahre Eintracht Trier und die TSG Pfeddersheim (aus dem Wormser Stadtteil Pfeddersheim).
1997 wurde er zum zweiten Mal Trainer beim VfR Bürstadt. Dieses Engagement war aber weitaus weniger erfolgreich. Der Verein stieg 1999 aus der Oberliga Hessen ab, woraufhin Strich entlassen wurde. Er musste allerdings nach der Winterpause mit einem reduzierten Kader auskommen, nachdem wegen finanzieller Schwierigkeiten mehr als die Hälfte der Spieler den Verein verlassen hatte.

## Sonstiges
Horst-Dieter Strich leitet seit Mai 2000 die Torwartschule Strich, im Rahmen derer er ein Torwart-Training für Kinder und Jugendliche anbietet.

## Statistik
| Liga (SKE)        | Spiele (Tore) |
| ----------------- | ------------- |
| Bundesliga (I)    | 044 (0)       |
| Oberliga (I)      | 057 (0)       |
| Regionalliga (II) | 140 (0)       |
| Wettbewerb        |               |
| DFB-Pokal         | 04 (0)        |